# شارپتوون (مریلند)
شارپتوون (به انگلیسی: Sharptown) شهری در ایالت مریلند کشور ایالات متحده آمریکا است که جمعیت آن در سرشماری سال ۲۰۱۰ میلادی، ۶۵۱ نفر بوده‌است.